# Gustaf de Laval
Carl Gustaf Patrik de Laval, född 9 maj 1845 i Orsa i dåvarande Kopparbergs län, död 2 februari 1913 i Stockholm, var en svensk civilingenjör, filosofie doktor, uppfinnare och industriman. Gustaf de Laval tillhör det sena 1800-talets mest produktiva uppfinnare i Sverige. Han hade ett rykte om sig att vara dålig på att ta hand om sin ekonomi. Trots sina 92 patent, genialiska uppfinningar och 37 företag dog han utfattig i cancer år 1913, och hans änka var tvungen att lämna in en konkursansökan för dödsboet.

## Biografi

### Familj och utbildning
Gustaf de Laval var son till förste lantmätaren, kapten Patrik Jacques Ludvig de Laval och Johanna Elisabet. Fädernesläkten är  fransk, adlig och hade i flera generationer verkat inom militären. Moderns farfar var den berömde läkaren Roland Martin, bland vilkens förfäder man hittar namn som Olof Rudbeck d.ä., Petrus Fontelius och den för häxeri dömda Katarina Bure från Bureätten. Hans mormor Johanna Gustafva tillhörde samma släkt som farmodern, Robsahm, en släkt som var mycket framstående inom bruksindustrin och i vilkas släkt man hittar namn som Kleen, Tersmeden, Geijer och Johan Börjesson Carlberg.
Han gifte sig den 10 november 1895 med Isabel Amalia Grundahl.
Laval genomgick Falu högre allmänna läroverk och började 1863 sina studier vid Kungliga Tekniska Högskolan (då Teknologiska Institutet) i Stockholm, där han 1866 avlade examen inom maskinteknik. År 1867 skrevs Laval in vid Uppsala universitet för att studera kemi, och doktorerade där 1872.

### De inledande åren
Laval blev 1872 anställd som ingenjör vid byggandet av svavelsyrafabriken och kopparextraktionsverket i Falun, där han verkade till 1874. Han byggde 1873 ett glasbruk i samma stad, Falu glasbruk, och drev konsulterande verksamhet i Falun 1875. Han anställdes vid Långshyttans bruk 1876 av brukspatron Carl Fredrik Lagergren, men fick snart flytta till Kloster där han fick en egen smedja för sina försök. Under tiden på Klosters bruk fick de Laval patent på såväl en silbotten för Bessemerkonvertrar som en process för att färska järnet till lägre kolhalt så att det skulle kunna bli smidbart. Det är dock för tre andra uppfinningar, alla ursprungligen framtagna på Klosters bruk, de Laval är mest känd: separatorn, ångturbinen och lavalmunstycket. Separatorn var han dock inte upphovsman till, men byggde den första prototypen och ägde patentet.

### Gustaf de Lavals många uppfinningar
År 1877 flyttade Laval till Stockholm för att kunna exploatera den separator ("Gräddskummare", med ett första patent den 3 juli 1878) som han arbetade med. Han inledde där 1878 samarbete med Oscar Lamm som finansiär för att kunna exploatera uppfinningen.

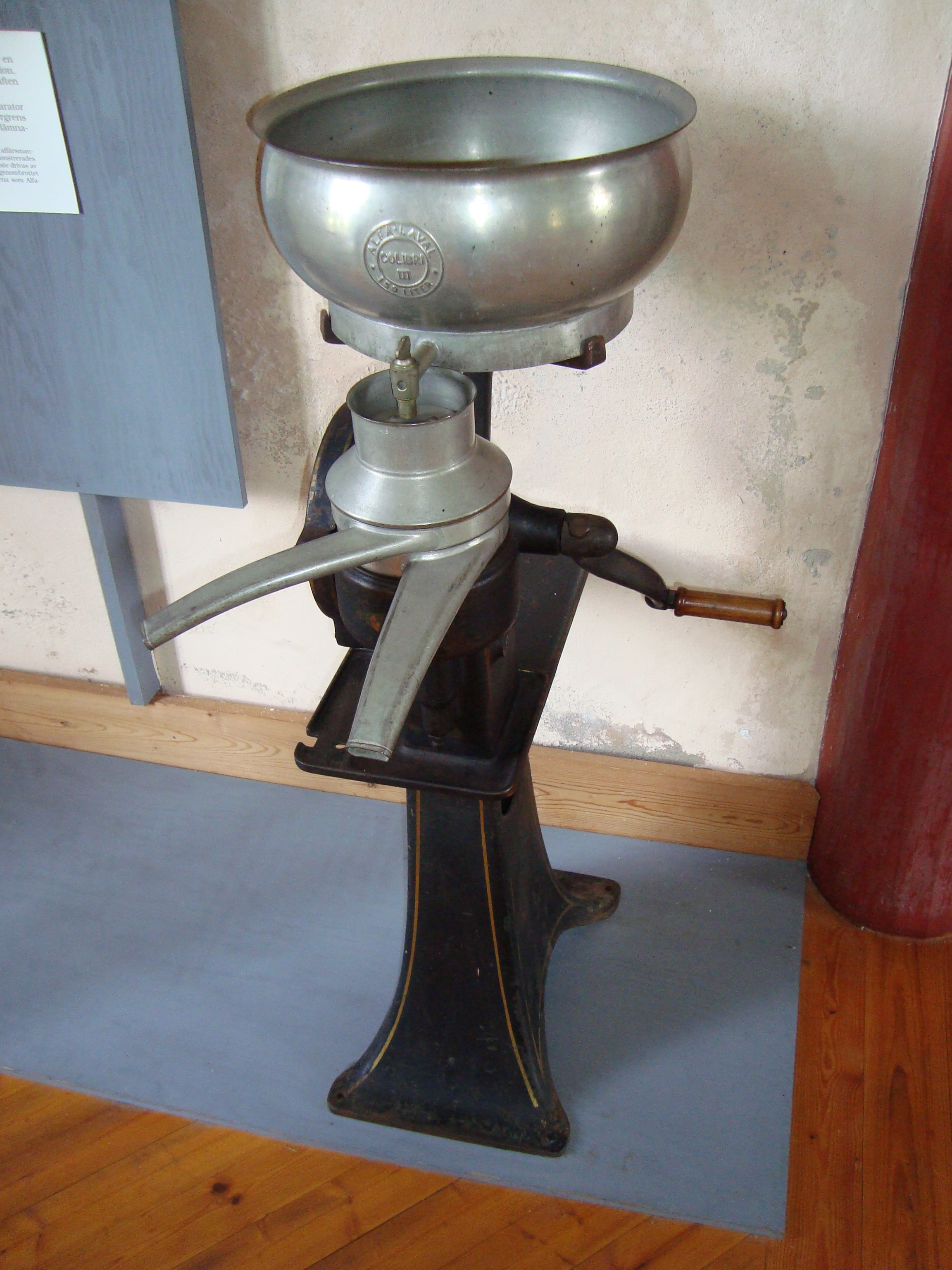
Separator på Klosters bruksmuseum.

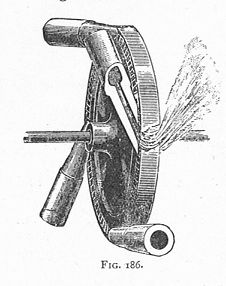
Gustaf de Lavals turbinsteg. Ett antal munstycken blåser ånga under högt tryck tangentiellt mot turbinhjules skovlar.

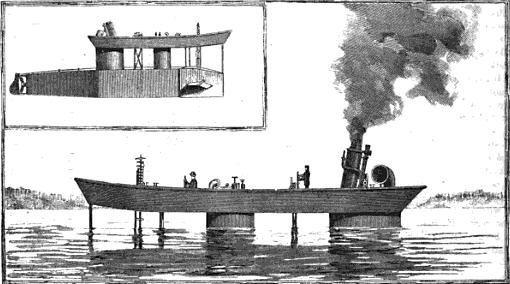
En unik ubåt som aldrig byggdes, uppfunnen av Gustaf de Laval.

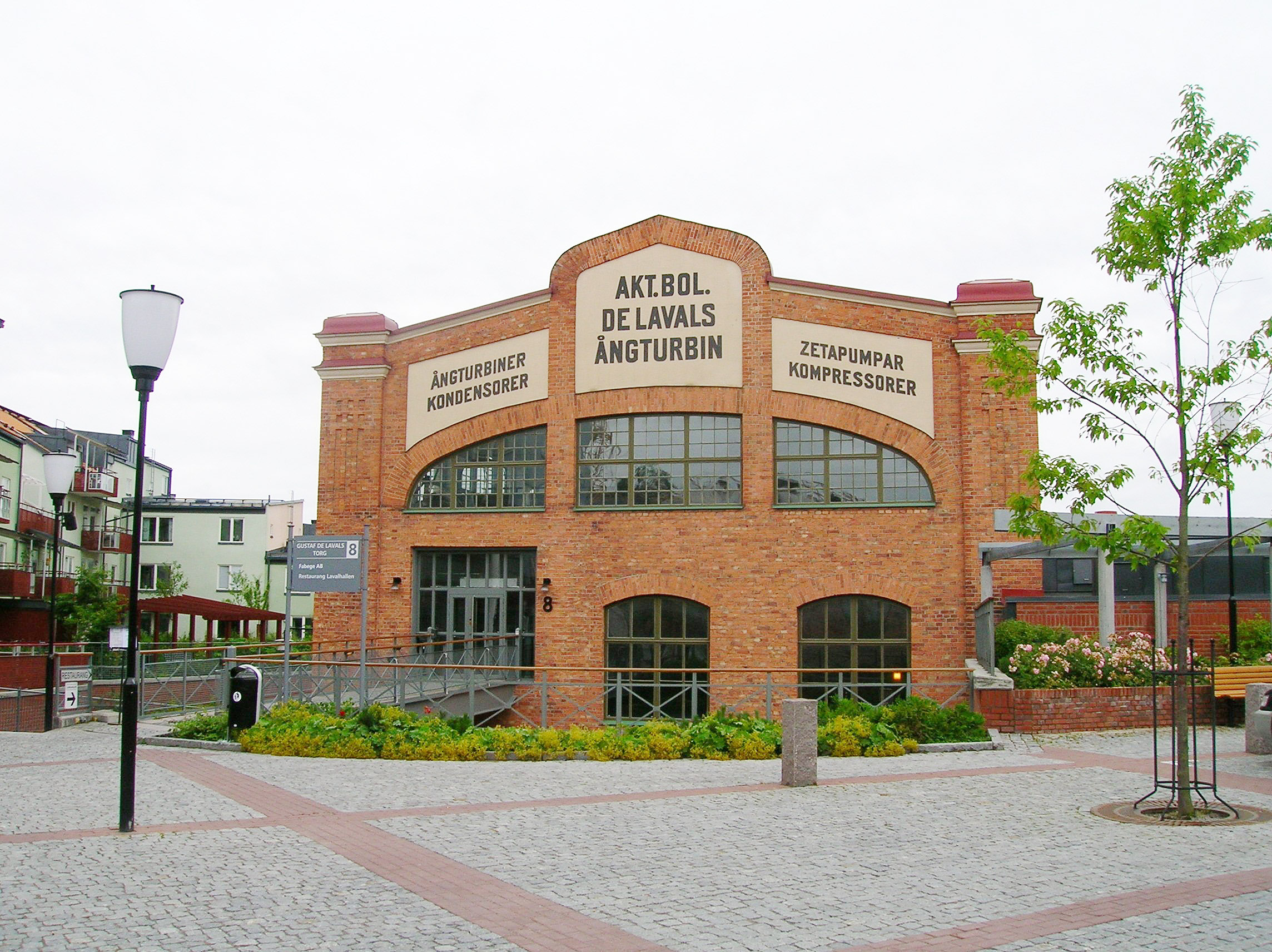
De Lavals ångturbinfabrik Järla Nacka, numer ett konferenscenter.

Under sin livstid beviljades Gustaf de Laval 92 svenska patent och han startade 37 olika företag, bland annat år 1883 AB Separator, (numera Alfa Laval).
Sitt nioåriga patent på "centrifugalseparatorn" fick han den 20 december 1878, och följande år vann separatorn förstapriset på utställningar i London, Flensburg, Kristianstad, Haarlem, Manchester och Bielefeld. En separator kostade då 450 kronor och skummade femtio kannor mjölk per timma. Lavals separator såldes till en början av Oscar Lamm J:r maskinfirma på Regeringsgatan 41 i Stockholm.
Förutom separatorn stod de Laval bland annat 1893 bakom ett patent på en ångturbin, och AB de Lavals Ångturbin grundas 1893. Cirka 1890 konstruerar han det optimala munstycket för att utvinna rörelseenergi eller dragkraft ut gasströmmar. Grundprincipen för detta så kallade Lavalmunstycke är den som fortfarande används i raketmotorer. 
Bland andra uppfinningar av de Laval kan nämnas den så kallade laktrokiten för bestämmande av mjölkens fetthalt, emulsorn för återinförande av billigt fett i skummjölk, laktatorn eller mjölkningsmaskinen samt en kontinuerlig kärningsmaskin.
I 1894 års upplaga av Nordisk familjebok skrev man följande om ångturbiner och speciellt Lavals ångturbin:
"Ångturbinen kallas en ångmaskin, vid vilken ångan verkar på samma sätt som vattnet i en turbin, eller med andra ord, en turbin, vid vilken i stället för vatten användes vattenånga. Flera gånger och sedan lång tid tillbaka har man gjort försök att konstruera dylika ångmaskiner, men det är först på de senaste åren, som man i detta hänseende vunnit fullt tillfredsställande resultat. I främsta rummet bör omnämnas den av den svenske ingenjören Gustaf de Laval 1892 uppfunna ångturbinen, vilken visat sig äga verkligt praktiskt värde och redan vunnit icke obetydlig användning."
Cirka 6 år senare introducerade Birger och Fredrik Ljungström, som började sin yrkesbana hos Laval, den ångturbin som skulle komma att bli ledande på området högeffektturbiner för drivning av el-generatorer, den s.k. Ljungströmturbinen.

### Gustaf de Laval som företagare
Gustaf de Laval hade rykte om sig att vara alltför snabb vid utveckling av nya produkter och startade ofta företag kring produkter som var långt ifrån färdiga för att introduceras på marknaden. Företaget Separator AB som grundades 1883 av Gustaf de Laval och Oscar Lamm J:r, som redan från 1878 hade sålt de Lavals separatorer i sin maskinfirma i Stockholm. Under de första åren var Oscar Lamm J:r både styrelseordförande och VD men efter en schism med Gustaf de Laval lämnade han Separator 1886. Året efter, 1887 anställdes John Bernström som VD, en post han stannade på till 1911. Under John Bernström tid som VD kom företaget att utvecklas till ett av Sveriges största företag med omfattande export (1963 bytte AB Separator namn till Alfa Laval AB).
Gustaf de Laval kom att ägna sig åt många projekt, däribland flygmaskiner, rymdraketer, automatiska telefoner, fartyg som skulle korsa Atlanten på tio timmar och metoder för att utvinna guld ur havsvatten med mera. vidlyftiga projekt som aldrig förverkligades. Ett exempel på de Lavals tekniskt intressanta men ekonomiskt bekymmersamma satsningar var de el-intensiva industrier han anlade i Trollhättan. Hans engagemang inom elektrotekniken gjorde också att han kom att få ett betydande inflytande över ASEA i Västerås, vilket dock höll på att få katastrofala följder för företaget.
Han tog även det första initiativet till elproduktion i Krångede vilket 1908 ledde till bildandet av Krångede AB för elproduktion. Företaget hamnade i olika juridiska konflikter och först 1931 kunde kraftverket börja byggas, och det invigdes till sist 1936, 23 år efter Gustaf de Lavals död.

### Kontakter med andra kända uppfinnare
1892 tog Gustaf Dalén (1869–1937), som vid den tiden arbetade som ung lantbrukare på familjegården i Stenstorp, kontakt med Gustaf de Laval för att visa upp sin uppfinning för mätning av fetthalten i mjölk, en apparat som visade sig redan uppfunnen av de Laval, men som inspirerade Dalén att skaffa sig en grundläggande teknisk utbildning och som senare ledde till grundandet av AGA. Även bröderna Ljungström (Birger och Fredrik Ljungström) som låg bakom Ljungströmturbinen och företaget STAL i Finspång hade Gustaf de Lavals uppfinningar som inspirationskälla när de tog fram den nya generationen ångturbiner. Dessa uppfinnare tillhörde den yngre generationen framstående uppfinnare i början av 1900-talet som byggde många av sina uppfinningar på tidigare utvecklad teknik av exempelvis Gustaf de Laval men också i hög grad av ingenjörer utomlands där USA i många avseenden tidigt var ett föregångsland som tog emot många emigranter från Europa som kom med nya idéer.

### De sista åren

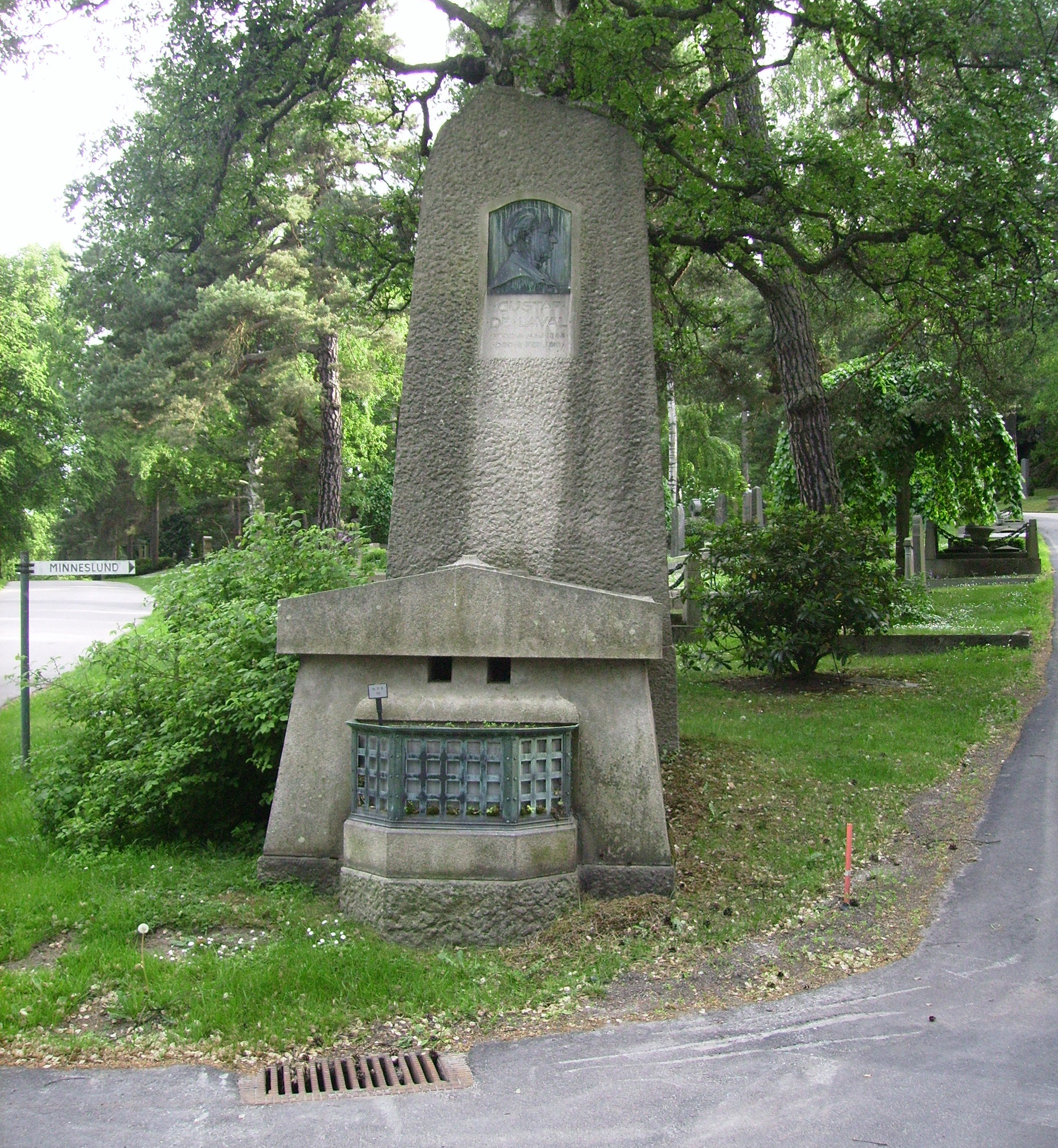
Gustaf de Lavals gravvård på Norra begravningsplatsen i Solna kommun.

Gustaf de Laval avled i cancer år 1913. Hans änka fick lämna in en konkursansökan för dödsboet. På Gustaf de Lavals minnessten anges: "De höga hastigheternas man."

## Förtroendeuppdrag
Gustaf de Laval var riksdagsman för högern 1888–1890 och 1893–1902, den första perioden som ledamot av andra kammaren och den senare som ledamot av första kammaren.
Han blev ledamot av Kungliga Vetenskapsakademien 1886 och engagerade sig även ekonomiskt i utgivningen av Svenska Dagbladet.